# Suzanne Bernard (aviatrice)
Pour les articles homonymes, voir Suzanne Bernard et Bernard.
Suzanne Bernard, née le 31 octobre 1893 à Troyes et décédée le 10 mars 1912 à Étampes aux commandes de son biplan, est une aviatrice française. Elle repose au cimetière de Troyes. 

## Biographie
Suzanne Bernard est née le 31 octobre 1893 à Troyes, d'un père comptable et d'une mère bonnetière.
Le 2 juillet 1911, elle reçoit le baptême de l'air du pilote Darsonval, parcourant lors de sa première sortie 64 kilomètres, à bord du ballon « Aube »,. Le 10 mars 1912, alors qu'elle passe l'ultime épreuve de son brevet de pilote sur le terrain d'aviation d'Étampes, elle se tue aux commandes de son appareil. Elle avait 18 ans.
Si Suzanne Bernard avait obtenu son brevet de pilote en mars 1912, elle aurait fait partie des 10 premières aviatrices brevetées par l'aéroclub de France : Élise Deroche, Marthe Niel, Marie Marvingt et Jeanne Herveux furent brevetées en 1910 (de même que Hélène Dutrieu en Belgique), Marie-Louise Driancourt et Beatrix de Rijk furent brevetées en 1911. Toutes se sont illustrées lors de meetings aériens. Une autre aviatrice est morte un peu plus tôt sur le terrain d'Étampes : Jane Wright (en), ou Denise Moore de son nom d'emprunt.